# Шернберг
Шернберг (нем. Schernberg) — посёлок в Германии, в земле Тюрингия. 
Входит в состав района Кифхойзер. Население 3386 чел. Занимает площадь 86,46 км².
Община подразделяется на 8 сельских округов.